# Armand-Jérôme Bignon
Armand-Jérôme Bignon (* 21. Oktober 1711 in Paris; † 8. Juni 1772 ebenda) war ein französischer Staatsbeamter, Bibliothekar des Königs und Mitglied der Académie française, sowie der Académie des Inscriptions et Belles-Lettres.

## Leben und Werk
Armand-Jérôme Bignon war der Neffe von Jean-Paul Bignon, der jüngere Bruder von Jérôme Bignon de Blanzy (1698–1743) und der Vater von Jérôme-Frédéric Bignon (1747–1784), alle vier königliche Bibliothekare. Armand-Jérôme Bignon machte als Jurist Karriere in der Staatsverwaltung. Nach dem Tod seines älteren Bruders Jérôme übernahm er 1743 dessen Amt als Bibliothekar des Königs, bekleidete es bis 1770 und vererbte es dann an seinen Sohn Jérôme-Frédéric. Er wurde 1743 in die Académie française (Sitz Nr. 20) aufgenommen und 1751 als Ehrenmitglied in die Académie des Inscriptions et Belles-Lettres. Er wurde 1762 zum Staatsrat ernannt und war ab 1764 Vogt von Paris und als solcher eine Art Oberbürgermeister. Außer Akademiereden hinterließ er keine gedruckten Schriften.